# Kiemgroente

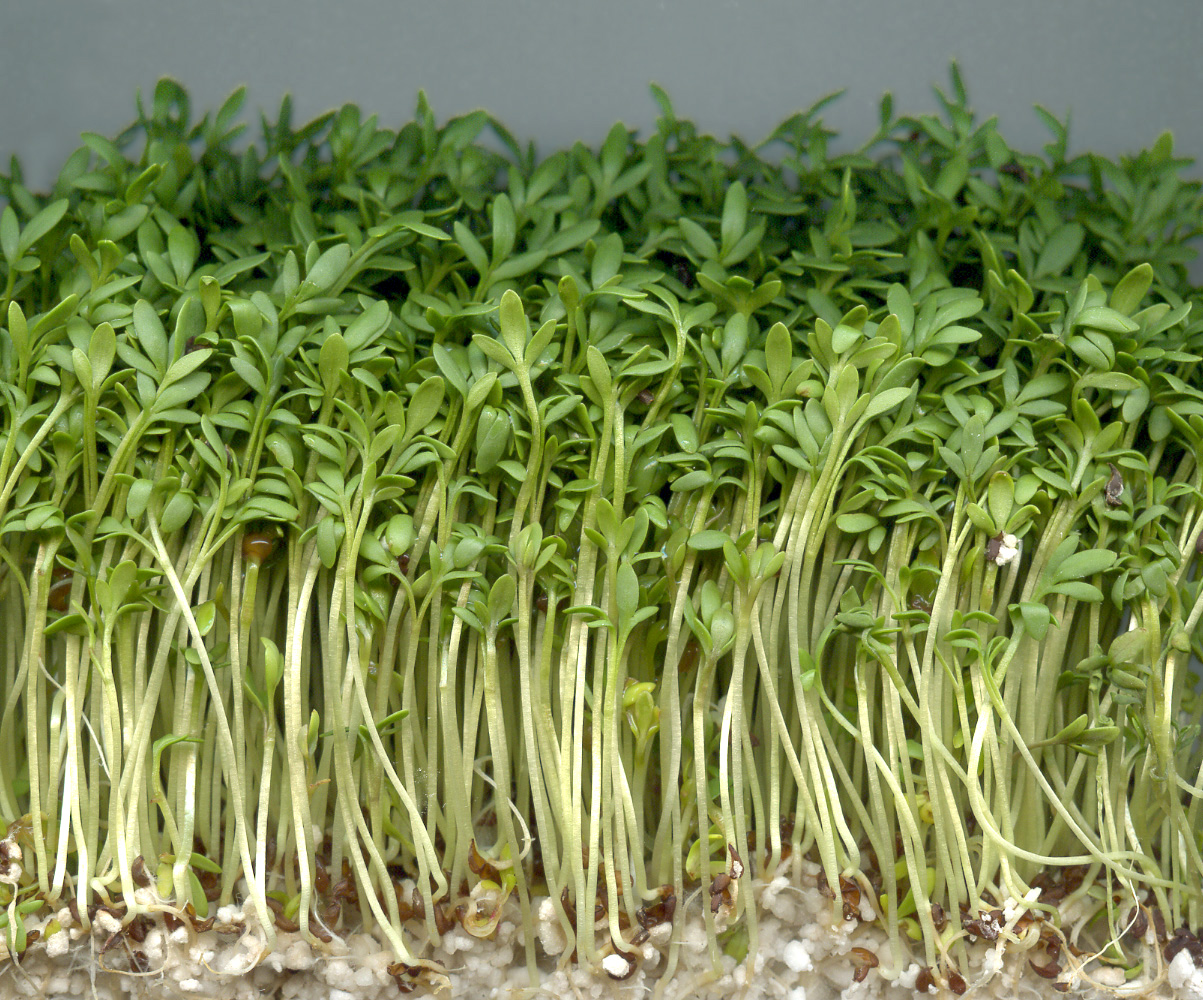
Tuinkers is een kiemgroente

Kiemgroente, ook wel kersgroente (Engels: cress of cressen), kiemen, spruiten of spruitgroente is groente die als kiemplantje (met de eerste twee blaadjes) wordt geoogst en gegeten. Er wordt onderscheid gemaakt tussen kiemgroenten en spruitgroenten, waarbij kiemgroente in het licht wordt geteeld, in tegenstelling tot spruitgroente (zoals taugé en luzerne (alfalfa)); kiemgroenten die door teelt in de duisternis wit blijven.
De bekendste soort kiemgroente is tuinkers. Andere soorten zijn broccolikers, fenegriekkers, rode koolkers, rucolakers, radijskers, mosterdkers en Chinese bieslookkers. Ook de kiemen van sommige bloemen zoals de zonnebloem kunnen geconsumeerd worden. Kiemgroenten bevatten veel vitaminen en mineralen. Ook bevatten de kiemplantjes veel anti-oxidanten. Kiemgroenten zijn culinair interessant door de veelal krachtige kruidige smaak. Thuiskweek gebeurt vaak met kweekbakjes, kweekpotten of op vochtig keukenpapier.
Tijdens de EHEC-uitbraak in 2011 werd gewezen naar zaden voor kiemgroente als bron van besmettingen.

## Trivia
- In het lied Ungeduld van Franz Schubert wil de hoofdpersoon een vrouw de liefde verklaren door letters te zaaien met (tuin)kerszaad. Zo zal die liefdesverklaring snel in alle bloembedden verschijnen.